# Dedi I di Lusazia
Dedi I, chiamato anche Dedo, (1012 – ottobre 1075) fu margravio di Lusazia e della marca orientale sassone dal 1046 al 1069 e nuovamente dal 1069 alla morte. Fu anche pretendente del titolo di margravio di Meißen dal 1069.

## Biografia
Era il secondo figlio di Teodorico II di Wettin, margravio di Lusazia, e di Matilde di Meißen, figlia di Eccardo I di Meißen, e faceva parte della dinastia Wettin.
Dedi ereditò la marca orientale sassone dalla precedente dinastia in quanto l'ultimo suo esponente, Odo II, morì senza figli. Egli poté ereditare il margraviato perché aveva sposato la sorella di Odo, Oda († prima del 1068), conseguentemente figlia di Tietmaro IV. Oda era rimasta vedova di Guglielmo III di Weimar ed era madre di Guglielmo IV di Weimar e Ottone I di Meißen, in seguito margravi di Meißen. Quando il figliastro Ottone morì nel 1067, Dedi sposò la sua vedova, Adela di Brabante, e a suo nome reclamò la marca di Meißen nel 1069, contestando il successore del figliastro, Egberto I.
Nel reclamare la marca di Meißen attraverso sua moglie, Dedi stava sfidando la prerogativa reale di nominare i successori delle marche. Con lui nella sua rivolta si unì al parente acquisito Adalberto II di Ballenstedt, il quale fece irruzione nel monastero di Nienburg, abbazia fondata dalla famiglia della prima moglie di Dedi. Adela di Brabante sostenne fortemente ed in modo aggressivo suo marito, tanto che Lamberto di Hersfeld la definì saevissima uxor ("moglie infuriata"). Adalberto di Brema, uno dei reggenti del giovane re Enrico IV, schiacciò la rivolta in Turingia, ristabilendo la pace nella marca di Turingia e di Meißen. Dedi fu arrestato e gli succedette nei titoli il figlio maggiore, Dedi II.
Dedi II fu però assassinato, Dedi I e il re si riconciliarono e quest'ultimo gli restituì i titoli. Nel 1073 vi fu una ribellione dei nobili sassoni guidata dall'ex duca di Baviera Ottone di Northeim contro il re e Dedi cercò di porsi come intermediario tra le due forze in campo. Nel 1075 il re gli ordinò di proteggere Izjaslav I di Kiev, che si era rifugiato in Sassonia.
Morì nell'ottobre 1075.

## Matrimoni e figli
Dedi sposò Oda, figlia di Tietmaro IV, margravio della marca orientale sassone. Essi ebbero:
- Dedi II, margravio della marca orientale sassone per un solo anno, il 1069.
- Adelaide, che sposò Ernesto, margravio d'Austria.

Dedi sposò successivamente Adela di Brabante, figlia di Lamberto II, conte di Livanio. Essi ebbero:
- Enrico, che in seguito governò sia la marca di Lusazia che la marca di Meißen
- Corrado, che morì in battaglia contro i Venedi.

## Ascendenza
|                            |                       |                           | Genitori                |  |  | Nonni |  |  | Bisnonni              |  |  | Trisnonni |  |
|                            |                       |                           |                         |  |  |       |  |  | Teodorico I di Wettin |  |  | …         |  |
|                            |                       |                           |                         |  |  |       |  |  | Teodorico I di Wettin |  |  | …         |  |
|                            |                       | …                         |                         |  |  |       |  |  | Teodorico I di Wettin |  |  |           |  |
| Dedi I di Wettin           |                       |                           |                         |  |  |       |  |  | Teodorico I di Wettin |  |  |           |  |
|                            |                       | Jutta di Merseburgo       | …                       |  |  |       |  |  |                       |  |  |           |  |
|                            |                       | Jutta di Merseburgo       | …                       |  |  |       |  |  |                       |  |  |           |  |
|                            |                       | Jutta di Merseburgo       | …                       |  |  |       |  |  |                       |  |  |           |  |
| Teodorico I di Lusazia     |                       | Jutta di Merseburgo       |                         |  |  |       |  |  |                       |  |  |           |  |
|                            |                       | Teodorico di Haldensleben | Wichmann I il Vecchio   |  |  |       |  |  |                       |  |  |           |  |
|                            |                       | Teodorico di Haldensleben | Wichmann I il Vecchio   |  |  |       |  |  |                       |  |  |           |  |
|                            |                       | Teodorico di Haldensleben | Bia di Ringelheim       |  |  |       |  |  |                       |  |  |           |  |
| Thietburga di Haldensleben |                       | Teodorico di Haldensleben |                         |  |  |       |  |  |                       |  |  |           |  |
|                            |                       | …                         | …                       |  |  |       |  |  |                       |  |  |           |  |
|                            |                       | …                         | …                       |  |  |       |  |  |                       |  |  |           |  |
|                            |                       | …                         | …                       |  |  |       |  |  |                       |  |  |           |  |
| Dedi I di Lusazia          |                       | …                         |                         |  |  |       |  |  |                       |  |  |           |  |
|                            | Günther di Merseburgo | Eccardo di Merseburgo     |                         |  |  |       |  |  |                       |  |  |           |  |
|                            | Günther di Merseburgo | Eccardo di Merseburgo     |                         |  |  |       |  |  |                       |  |  |           |  |
|                            | Günther di Merseburgo | …                         |                         |  |  |       |  |  |                       |  |  |           |  |
| Eccardo I di Meißen        | Günther di Merseburgo |                           |                         |  |  |       |  |  |                       |  |  |           |  |
|                            |                       | Dubrawka                  | Boleslao I di Boemia    |  |  |       |  |  |                       |  |  |           |  |
|                            |                       | Dubrawka                  | Boleslao I di Boemia    |  |  |       |  |  |                       |  |  |           |  |
|                            |                       | Dubrawka                  | Biagota                 |  |  |       |  |  |                       |  |  |           |  |
| Matilde di Meißen          |                       | Dubrawka                  |                         |  |  |       |  |  |                       |  |  |           |  |
|                            |                       | Ermanno di Sassonia       | Billung von Stubenskorn |  |  |       |  |  |                       |  |  |           |  |
|                            |                       | Ermanno di Sassonia       | Billung von Stubenskorn |  |  |       |  |  |                       |  |  |           |  |
|                            |                       | Ermanno di Sassonia       | Ermengarda di Nantes    |  |  |       |  |  |                       |  |  |           |  |
| Swanehilde di Sassonia     |                       | Ermanno di Sassonia       |                         |  |  |       |  |  |                       |  |  |           |  |
|                            |                       | Oda                       | …                       |  |  |       |  |  |                       |  |  |           |  |
|                            |                       | Oda                       | …                       |  |  |       |  |  |                       |  |  |           |  |
|                            |                       | Oda                       | …                       |  |  |       |  |  |                       |  |  |           |  |
|                            |                       | Oda                       |                         |  |  |       |  |  |                       |  |  |           |  |